# Vicente Gonzalez
Vicente Gonzalez, né le 4 septembre 1967 à Corpus Christi, est un homme politique américain. Membre du Parti démocrate, il est élu du Texas à la Chambre des représentants des États-Unis depuis 2017.

## Biographie
Le quinzième district congressionnel du Texas est redécoupé en 2022 et lors de l'élection de novembre 2022, Gonzalez se présente dans le trente-quatrième district. Il l'emporte face à Mayra Flores, la représentante sortante. Il est réélu le 5 novembre 2024 en obtenant 51,3 % des voix face à la même adversaire.